# 狎鷗亭 (2022年電影)
是2022年上映的韓國喜劇片，由《惡鄰布局》導演任振淳執導，馬東石、鄭敬淏、吳娜拉、崔秉默及吳漣序主演，2022年11月30日在韓國上映，香港及澳門上映時間確定為2022年12月1日，台灣上映時間確定為2022年12月2日。

## 劇情介紹
講述用不斷湧現的創業構想來靠嘴謀生的狎鷗亭土著大國（馬東石飾）和實力TOP級別的刻薄整形外科醫生智宇（鄭敬淏飾）聯手成為K-Beauty始祖鳥的故事。

## 演員陣容

### 主要人物
- 馬東石 飾演 姜大國，整形外科管理事務長，以多管閒事為豪的狎鷗亭土著、小區裡的無業遊民。[7]
- 鄭敬淏 飾演 朴智宇，只有實力是最強的整型外科醫生。[8]
- 吳娜拉 飾演 吳美晶，整形外科室長，和大國、智宇一起投身整形事業。[9]
- 崔炳模 飾演 趙太天，黑社會出身的生意人。[10]

### 其他人物
- 柳承秀 飾演 張院長
- 林炯俊 飾演 演員林炯俊[11]
- 羅光旭 飾演 王會長
- 吉海妍 飾演 金會長
- 車宇鎮 飾演 吳警官[12]
- 金燦亨 飾演 朴警官[13]
- 韓寶凜 飾演 一妃
- 金書妍 飾演 二妃
- 南美貞（英语：Nam Mi-jung） 飾演 閔基天
- 朴智勳 飾演 金室長
- 孙成灿 饰演 江南区厅厅长
- 奇恩秀 飾演 [14]
- 金璟蘭 饰演 节目主持人
- 金惠媛 饰演 王会长的翻译
- 姜信哲 饰演 经济组刑警
- 朴成日 饰演 经济组刑警
- 全镇吾 饰演 高利贷
- 吴京华 饰演 整容前的敏珠

### 特別出演
- 吳漣序 飾演 洪圭玉，狎鷗亭最高級美容院院長，擁有內心難以捉摸的高傲魅力。[15]
- 鄭知蘇 飾演 宥莉，姜大國的女兒。[16]
- 陳善圭 飾演 掮客
- 金淑 飾演 金淑
- 吳熙俊 飾演 芭蕾舞男子
- 李智慧 饰演 李智慧

## 製作

### 主體拍攝
主體拍攝於2020年8月中旬開始進行，同年11月20日殺青。

### 損益平衡點
據報導，《狎鷗亭》的損益平衡點為190萬觀影人次。

## 發行

### 宣傳
2022年10月30日，片方宣佈因首爾梨泰院踩踏事故韓國進入全國哀悼狀態，取消原定於10月31日進行的製作發佈會。

## 反響

### 票房
上映首日（11月30日）動員9萬6千余名觀眾，位列單日票房第二名，放映屏數1229塊。第一個週末（12月2日至12月4日）觀影人次為21萬4163人次，位列週末票房第二位，累計觀影人次達36萬4540人次。

## 同期競爭作品
- 《誕生》（11月30日上映）
- 《航海王：红发歌姬》（11月30日上映）
- 《今夜，即便这份恋情从世界消散》（11月30日上映）
- 《貓頭鷹》（11月23日上映）

## 外部鏈接
- NAVER上《狎鷗亭》的資料
- Daum上《狎鷗亭》的資料

- 韩国电影数据库（KMDb）上《狎鷗亭》的資料
- 互联网电影数据库（IMDb）上《肌智整容大叔》的资料（英文）